# Emil Hlobil
Emil Hlobil, född 11 oktober 1901 i Veselí nad Lužnicí, död 25 januari 1987 i Prag, var en tjeckoslovakisk tonsättare.

## Biografi
Hlobil föddes i Veselí nad Lužnicí, men levde större delen av sitt liv i Prag. 1924–1930 studerade han för Josef Suk och Jaroslav Křička vid Prags konservatorium, och undervisade i musik och komposition vid Akademien för de musikaliska konsterna i Prag. Han undervisade också vid Prags konservatorium 1941–1958, innan han flyttade till Akademien. Han gifte sig med den tjeckiska konstnären Marie-Hlobilová Mrkvičková, och efter andra världskriget köpte de en stuga i Riesengebirge-området som sommarstuga.

## Elever
Bland de musiker och tonsättare som studerat för Hlobil kan nämnas:
- Jiří Kalach
- Milan Kymlicka
- Zdeněk Šesták
- Milan Iglo
- Luboš Fišer
- Otomar Kvěch
- Jan Bůžek
- Ivana Loudová
- Zuzana Růžičková
- Viktor Kalabis
- Jindřich Feld
- Jan Hammer